# Karl Wilhelm Mandel

Karl Wilhelm Mandel, 1911

Karl Wilhelm Mandel (* 22. April 1851 in Schwabach; † 24. Dezember 1924 in Ansbach) war Verwaltungsjurist und Unterstaatssekretär des Inneren für Elsaß-Lothringen.

## Leben
Karl Wilhelm Mandel besuchte das Gymnasium in Ansbach und studierte Rechtswissenschaften in München und Leipzig. 1869 wurde er Mitglied des Corps Isaria. Als Student nahm er am Deutsch-Französischen Krieg teil.
Ab 1876 war er im Dienst des Reichslandes Elsaß-Lothringen tätig. Zunächst als Friedensrichter in Albesdorf, dann als Staatsanwalt in Saargemünd und ab 1880 im Innenministerium in Straßburg. 1883 bis 1885 war er Kreisdirektor im Kreis Erstein, 1892 Ministerialrat und 1905 Ministerialdirektor. 1906 bis 1914 war er als Unterstaatssekretär für Inneres im Ministerium für Elsaß-Lothringen tätig. Inhaltlich entspricht dies einem Innenminister eines der anderen deutschen Länder. 1914 schied er aus dem Amt nach der Zabern-Affäre aus. Zuletzt lebte er bis zu seinem Tod 1924 in Ansbach.

## Auszeichnungen
- Ernennung zum Wirklichen Geheimen Rat, verbunden mit dem Titel Exzellenz[3]

## Schriften
- Die Verfassung und Verwaltung von Elsass-Lothringen, 1905